# Brea de Tajo
Brea de Tajo é um município da Espanha
na província e comunidade autónoma de Madrid, de área 44,33 km² com população de 523 habitantes (2007) e densidade populacional de 11,8 hab./km².

## Demografia
| Variação demográfica do município entre 1991 e 2004 | Variação demográfica do município entre 1991 e 2004 | Variação demográfica do município entre 1991 e 2004 | Variação demográfica do município entre 1991 e 2004 |
| --------------------------------------------------- | --------------------------------------------------- | --------------------------------------------------- | --------------------------------------------------- |
| 1991                                                | 1996                                                | 2001                                                | 2004                                                |
| 460                                                 | 489                                                 | 468                                                 | 475                                                 |